# Palmarola (Roma)
Palmarola è una frazione di Roma Capitale (zona "O" 10), situata in zona Z. L Ottavia, nel territorio del Municipio Roma XIV (ex Municipio Roma XIX).
È situata a nord-ovest della capitale, incuneata fra il Grande Raccordo Anulare a ovest e via di Casal del Marmo a est.
La frazione fa parte della zona Ottavia con cui ha condiviso tutte le vicende storiche. Le abitazioni sono costituite per lo più da villette autonome mentre persistono ampie zone verdi.

## Geografia antropica

### Urbanistica
Su Palmarola sono stati deliberati tre processi partecipativi per il recupero edilizio di aree ex abusive: 
- 19.2 "Palmarola - Via Lezzeno"[2],
- 19.15 "Palmarolina"[3]
- "Palmarola - Lucchina" - nuovo programma urbanistico [4].

## Infrastrutture e trasporti
|  | È raggiungibile dalle stazioni di Ottavia e Ipogeo degli Ottavi. |

Tramite autobus, è raggiungibile tramite le linee 998 e 999.